# Randumulya
Randumulya is een bestuurslaag in het regentschap Karawang van de provincie West-Java, Indonesië. Randumulya telt 5315 inwoners (volkstelling 2010).